# Livada, Burgas
Livada (în bulgară Ливада) este un sat în comuna Kameno, regiunea Burgas,  Bulgaria. 

## Demografie
Componența etnică a satului Livada
     Bulgari (91,1%)
     Turci (1,77%)
     Nicio identificare (7,11%)
     Altele (0%)
La recensământul din 2011, populația satului Livada era de 281 locuitori. Din punct de vedere etnic, majoritatea locuitorilor (91,1%) erau bulgari, cu o minoritate de turci (1,77%). Pentru 7,11% din locuitori nu este cunoscută apartenența etnică.